# 明美ちゃん基金
明美ちゃん基金（あけみ ちゃん ききん）は、心臓病の子供を救うため設立された日本初の医療基金。経済的な事情で手術を受けられない5歳女児について報じた産経新聞記事が大きな反響を呼び、全国から届いた寄託金で1966年（昭和41年）に設立された（英: AKEMI CHAN FUND）。国内外の200人を超す幼い命を救っており、先天性心疾患以外の難病手術や国際医療活動にも基金が適用されている。

## 概要
「貧しいがゆえに死なねばならぬか」。1966年（昭和41年）6月7日の産経新聞に掲載された鹿児島県在住の「明美ちゃん」。心室中隔欠損（右心室と左心室の間に穴が開いている）という先天性心臓病のため「手術しなければ残り2～3年の命」と宣告されていたが、手術費50万円（現在の価値で約500万円）は8人家族の農家にとって、田んぼを売っても払えぬ大金だった。
一家の苦悩を知った読者から「明美ちゃんを救おう」と次々に善意が産経新聞に寄せられ、翌日までに268万円、1週間後に425万円と、手術費の10倍もの額に達した。
そこで産経新聞社は、明美ちゃんの両親や、手術を執刀する心臓外科の世界的権威で東京女子医科大学教授の榊原仟（附属日本心臓血圧研究所所長）らと協議し、6月15日に基金を設立した。明美ちゃんの手術も成功し、その後、同様に心臓病で苦しむ「第2の明美ちゃん」たちも続々と基金の適用を受け、元気を取り戻した。
明美ちゃん基金の活動をきっかけに、先天性心臓病の子供への国の対策も前進。結果、厚生省も1967年から育成医療費を増やし、支給対象に心臓病を含めることとなり、医療費は健康保険や公的扶助で賄えるようになった。

## 川崎病の心臓障害、胆道閉鎖症、外国に
その後、基金は先天性心臓病以外にも適用されるようになり、1984年には難病の川崎病の後遺症による心臓障害に苦しむ10歳女児が手術を受けたり、1986年には胆道閉鎖症で移植しか延命方法のない1歳女児が米国ボストン小児病院で肝臓移植手術を受けたりしている。
1972年には、インドネシアの7歳男児が外国人として初めて基金を適用され手術を受けており、これを機に、医療事情の悪いアジアの発展途上国を中心に、ネパール、韓国、カンボジア、マレーシアなどの子供たちが手術を受けられるようになっている。
また、小児の心臓病をめぐる学術研究にも基金を拠出。1998年（平成10年）から発展途上国の医療活動にも適用され、ミャンマー中部で「ミャンマー子ども病院」の建設を支援しており、産経新聞社は「“愛といのちのバトンタッチ”という大きな善意の橋渡し役として成長してきました」と伝えている。
現在、基金は、国立循環器病センター名誉総長の川島康生が運営委員長を務め、公益事業や社会貢献活動を行う社会福祉法人「産経新聞厚生文化事業団」により運営されている。
また、2015年からミャンマーで、子供たちの心臓病の医療支援事業も展開。ミャンマーの小児心臓外科手術を育成するため、国立循環器病研究センター関係者が現地で11例の開心術も行っている

## 基金の適用基準
1. 先天性心臓病や川崎病後遺症、その他の重い心臓疾患に苦しむ子供で、経済的な事情で入院や手術ができないと認められたもの
2. 医療・衛生基盤が未整備な開発途上国で、心臓病など小児難病に苦しむ子供への医療活動のうち、特に支援の必要性が認められるもの
3. 心臓病など小児難病の学術研究
4. 上記の適用対象となる子供は原則１６歳以下とする